# ماركو بيريز
ماركو بيريز (بالإسبانية: Marco Yonier Pérez Murillo)‏ (18 سبتمبر 1990 كيبدو كولومبيا - ) هو لاعب كرة قدم كولومبي يلعب كمهاجم لعب سابقاً في نادي الرائد السعودي.

## روابط خارجية
- ماركو بيريز على موقع إي إس بي إن إف سي (الإنجليزية)
- ماركو بيريز على موقع قاعدة بيانات كرة القدم.إي يو (الإنجليزية)
- ماركو بيريز على موقع Soccerway.com (الإنجليزية)
- ماركو بيريز على موقع AS.com (الإسبانية)